# Barnabé Couilloud
Pour les articles homonymes, voir Couilloud.

a Compétitions nationales et continentales officielles uniquement.

b Matchs officiels uniquement.
Dernière mise à jour le 15 septembre 2023.
Barnabé Couilloud, né le 20 février 1999 à Lyon, est un joueur français de rugby à XV et à sept, jouant au poste de demi de mêlée au FC Grenoble.

## Biographie

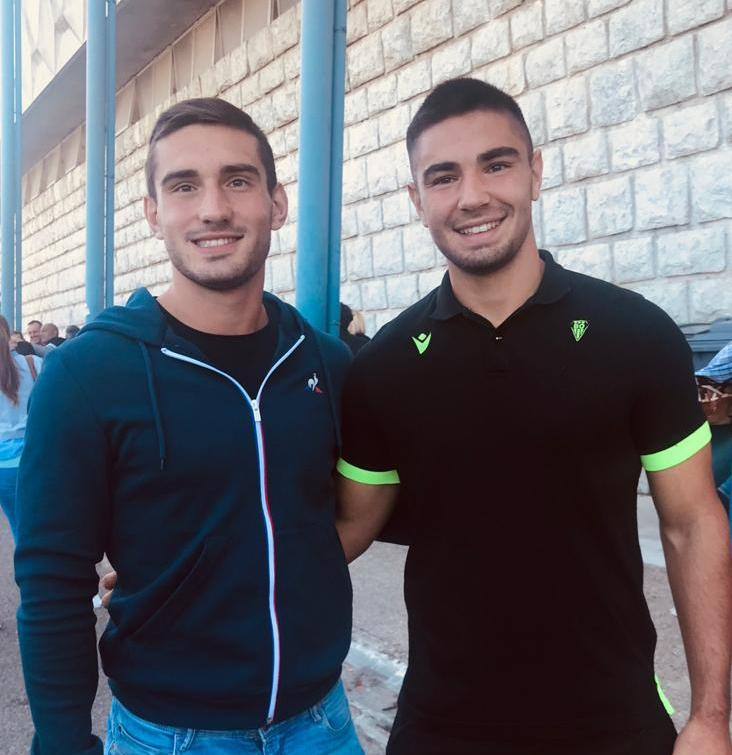
Barnabé (à droite) et son frère Baptiste, en 10 2019.

De son nom complet Clément Barnabé Couilloud, il est né le 20 février 1999 dans le 3e arrondissement de Lyon. Son père, Hervé, a notamment joué au football en 3e division dans les années 1980-1990 à l'AS Saint-Priest et au FC Vaulx-en-Velin, deux clubs de la région lyonnaise. Il est le frère cadet de Baptiste, son ainé de 19 mois qui pratique également le rugby au Lyon OU.
Titulaire du baccalauréat S mention Assez-bien obtenu en 2017, il est également titulaire d'un DUT de génie civil développement durable obtenu à l'université Lyon 1 et prépare une Licence en Economie de la construction à l'université de Bordeaux[réf. nécessaire].

### Formation sportive
Il commence à l'âge de sept ans la pratique du rugby au sein l'école de rugby du club formateur de sa ville, le Lyon OU, alors dirigée par Roger Robin. Il y joue jusqu'en Espoirs Reichel.
En 2019, après près de 15 ans de pratique au sein de son club de formation, il est contacté par le Biarritz olympique pour lequel il s'engage 2 saisons.
À l'orée de la saison 2019-2020, il fait partie du centre de formation du Biarritz olympique qui évolue en Pro D2 dont le directeur du rugby est Matthew Clarkin.

## Carrière

### En club

#### Avec le Biarritz olympique
Le 25 août 2019, dans le cadre de la 1re journée de Pro D2, il commence sa carrière professionnelle à Aurillac en entrant à la 61e minute en remplacement de Gauthier Doubrère ; le Biarritz olympique s'incline 19 à 23,. Puis lors de la 7e journée, il connaît sa première titularisation au stade Georges-Pompidou de Valence contre Valence Romans. Il inscrit à cette occasion une transformation, ses premiers points en professionnel. Le Biarritz olympique s'impose 35-26 avec le bonus offensif.
Le 9 novembre 2019, il joue son premier match avec les espoirs du Biarritz olympique à Nevers ; le Biarritz olympique s'impose 45 à 26.
En 2020, il reste au Biarritz olympique. Le 3 septembre, il est titularisé pour le premier match officiel de rugby après l'arrêt des compétitions en 2019-2020 pour cause de pandémie de Covid-19. Biarritz l'emporte 21 à 12 face à Perpignan.
Le 16 avril 2021, il inscrit ses deux premiers essais en professionnel contre le Stade montois au Stade André-et-Guy-Boniface ; le Biarritz olympique s'incline 20-17. Après avoir participé à la remontée du BO en Top 14, il prolonge son contrat jusqu'en 2023.
Le 4 septembre 2021, au stade Aguilera, il est titularisé pour son premier match en championnat de France de Top 14, à l'occasion duquel il joue contre l'Union Bordeaux Bègles. Les Biarrots s'imposent 27 à 15.
Le 14 avril 2023, au stade Chanzy, contre Soyaux Angoulême en Pro D2, il joue son 100e match en professionnel et avec le Biarritz olympique. En fin de contrat, il s'engage pour deux saisons avec le FC Grenoble.

### En sélection nationale

#### 2019: débuts en bleu en universitaire
Le 19 avril 2019, il est appelé par Jean-Henri Tubert, et connaît sa première sélection en équipe de France universitaire contre l'Angleterre au stade Jean-Pauquet de Barbezieux. Il fait son entrée à la place de Jérémy Valençot à la 61e minute ; les Bleus l'emportent sur le score de 39 à 22.

## Statistiques

### En club
Au 13 mai 2025, Barnabé Couilloud compte 154 matches avec le FC Grenoble et le Biarritz olympique toutes compétitions confondues. Il a marqué 117 points dont 26 essais et une transformation.
| Saison    | Saison             | Championnat   | Championnat | Championnat | Championnat | Championnat | Championnat | Championnat | Compétitions de l'EPCR                               | Compétitions de l'EPCR                               | Compétitions de l'EPCR                               | Compétitions de l'EPCR                               | Compétitions de l'EPCR                               | Compétitions de l'EPCR                               | Compétitions de l'EPCR                               |
| Saison    | Saison             | Compétition   | M           | Pts         | Ess.        | Pén.        | Tr.         | Dp.         | Compétition                                          | M                                                    | Pts                                                  | Ess.                                                 | Pén.                                                 | Tr.                                                  | Dp.                                                  |
| --------- | ------------------ | ------------- | ----------- | ----------- | ----------- | ----------- | ----------- | ----------- | ---------------------------------------------------- | ---------------------------------------------------- | ---------------------------------------------------- | ---------------------------------------------------- | ---------------------------------------------------- | ---------------------------------------------------- | ---------------------------------------------------- |
| 2019-2020 | Biarritz olympique | Pro D2        | 19          | 2           | -           | -           | 1           | -           | Pas de qualification pour les compétitions de l'EPCR | Pas de qualification pour les compétitions de l'EPCR | Pas de qualification pour les compétitions de l'EPCR | Pas de qualification pour les compétitions de l'EPCR | Pas de qualification pour les compétitions de l'EPCR | Pas de qualification pour les compétitions de l'EPCR | Pas de qualification pour les compétitions de l'EPCR |
| 2020-2021 | Biarritz olympique | Pro D2        | 29          | 25          | 5           | -           | -           | -           | Pas de qualification pour les compétitions de l'EPCR | Pas de qualification pour les compétitions de l'EPCR | Pas de qualification pour les compétitions de l'EPCR | Pas de qualification pour les compétitions de l'EPCR | Pas de qualification pour les compétitions de l'EPCR | Pas de qualification pour les compétitions de l'EPCR | Pas de qualification pour les compétitions de l'EPCR |
| 2021-2022 | Biarritz olympique | Top 14        | 17          | 15          | 3           | -           | -           | -           | Challenge européen                                   | 4                                                    | -                                                    | -                                                    | -                                                    | -                                                    | -                                                    |
| 2022-2023 | Biarritz olympique | Pro D2        | 28          | 25          | 5           | -           | -           | -           | Pas de qualification pour les compétitions de l'EPCR | Pas de qualification pour les compétitions de l'EPCR | Pas de qualification pour les compétitions de l'EPCR | Pas de qualification pour les compétitions de l'EPCR | Pas de qualification pour les compétitions de l'EPCR | Pas de qualification pour les compétitions de l'EPCR | Pas de qualification pour les compétitions de l'EPCR |
| 2023-2024 | FC Grenoble        | Pro D2        | 29          | 15          | 3           | -           | -           | -           | Pas de qualification pour les compétitions de l'EPCR | Pas de qualification pour les compétitions de l'EPCR | Pas de qualification pour les compétitions de l'EPCR | Pas de qualification pour les compétitions de l'EPCR | Pas de qualification pour les compétitions de l'EPCR | Pas de qualification pour les compétitions de l'EPCR | Pas de qualification pour les compétitions de l'EPCR |
| 2024-2025 | FC Grenoble        | Pro D2        | 23          | 50          | 10          | -           | -           | -           | Pas de qualification pour les compétitions de l'EPCR | Pas de qualification pour les compétitions de l'EPCR | Pas de qualification pour les compétitions de l'EPCR | Pas de qualification pour les compétitions de l'EPCR | Pas de qualification pour les compétitions de l'EPCR | Pas de qualification pour les compétitions de l'EPCR | Pas de qualification pour les compétitions de l'EPCR |
| Total     | Total              | Pro D2/Top 14 | 155         | 132         | 26          | 0           | 1           | -           | Compétitions EPCR                                    | 4                                                    | 0                                                    | 0                                                    | 0                                                    | 0                                                    | 0                                                    |

## Palmarès

### Rugby à XV

#### En club
- Biarritz olympique
  - Finaliste du Championnat de France de 2e division en 2021.
  - Vainqueur du Barrage d'accession au Top 14 en 2021.
- FC Grenoble
  - Finaliste du Championnat de France de 2e division en 2024 et 2025.

#### En université
- Champion de France universitaire avec l'université de Lyon en 2019[16].

### Rugby à sept

#### En université
- Champion de France universitaire avec l'université de Lyon en 2019[17].